# Britha
Britha là một chi bướm đêm thuộc họ Erebidae.

## Các loài
- Britha biguttata Walker, [1866]